# Stadion Junist w Horisznich Pławnich
Stadion "Junist" (ukr. Стадіон «Юність») – wielofunkcyjny stadion w Horiszni Pławni na Ukrainie.
Stadion w Horiszni Pławni został zbudowany w XX wieku. Po rekonstrukcji stadion dostosowano do wymóg standardów UEFA i FIFA, wymieniono część starych siedzeń na siedzenia z tworzywa sztucznego. Rekonstruowany stadion może pomieścić 2 500 widzów. Swoje mecze na tym stadionie rozgrywa klub piłkarski Hirnyk-Sport Horiszni Pławni.